# David George Ritchie
David George Ritchie (Jedburgh, 1853 − 1903) va ser un filòsof escocès que va tenir una carrera distingida a la universitat d'Edimburg, i al Balliol College a Oxford. Una gran part de la seva obra tracta sobre ètica i filosofia política. Un dels seus primers escrits va ser un assaig sobre la racionalitat de la història. Va ser president de l'Aristotelian Society el 1898.
De naturalesa senzilla i no afectada, Ritchie va cercar la veritat amb molta devoció. Malgrat viure de manera retirada, tenia molts amics. Sostenia que les qüestions d'ètica i política s'han de considerar des d'un punt de vista metafísic. Per a ell, l'ètica es basava necessàriament en l'objectiu ideal del benestar social i, tenint en compte aquest objectiu, va procedir a traçar-ne la història en diferents moments, la manera com es configura en la ment de cada individu, i la manera com es pot desenvolupar i realitzar. Ritchie era un liberal avançat amb tendències socialistes. Considerava que el valor últim de la religió depenia de l'ideal que imposava a la humanitat.
Era molt unit a la generació de pensadors coneguts com els joves hegelians, en ser grans seguidors del pensament de Georg Wilhelm Friedrich Hegel.

## Obres
- «The rationality of history» (1883) in Andrew Seth Pringle-Pattison (ed.) Essays in philosophical criticism[3]
- Darwinism and Politics (1889)
- Principles of State Interference: Four Essays on the Political Philosophy of Mr Herbert Spencer, J S Mill, and T H Green (1891)
- Darwin and Hegel (1893)
- Natural Rights (1895)
- Studies in Political and Social Ethics (1902)
- Plato (1902)